# Rectoria (Vimbodí i Poblet)
La Rectoria és una obra de Vimbodí i Poblet (Conca de Barberà) inclosa a l'Inventari del Patrimoni Arquitectònic de Catalunya.

## Descripció
Edifici cantoner amb dues façanes molt diferenciades. La principal té una portada d'arc de mig punt amb grans dovelles de pedra i la data "1709". La façana que dona a l'església esta realitzada en carreus força irregulars, conté com a elements distintius vàries finestres i una porta realitzades amb un fals arc format per línies corbes i rectes.